# Пироговка (Хмельницкая область)
Пироговка (укр. Пирогівка) — село в Виньковецком районе Хмельницкой области Украины.
Население по переписи 2001 года составляло 706 человек. Почтовый индекс — 32512. Телефонный код — 3846. Занимает площадь 2,238 км². Код КОАТУУ — 6820686503.
В селе родился Герой Советского Союза Александр Канарчик.

## Местный совет
32512, Хмельницкая обл., Виньковецкий р-н, с. Петрашовка